# Mikroraptor
Mikroraptor (Microraptor) – rodzaj niewielkich opierzonych, czteroskrzydłych teropodów z rodziny dromeozaurów, żyjący na terenie dzisiejszych Chin we wczesnej kredzie. Opisano trzy gatunki należące do tego rodzaju: Microraptor zhaoianus (opisany w 2000 r.), Microraptor gui i Microraptor hanqingi.

## Etymologia
Microraptor:  μικρος mikros „mały”; łac. raptor, raptoris „złodziej, grabieżca”, od rapere „chwycić, zawładnąć”.

## Microraptor zhaoianus

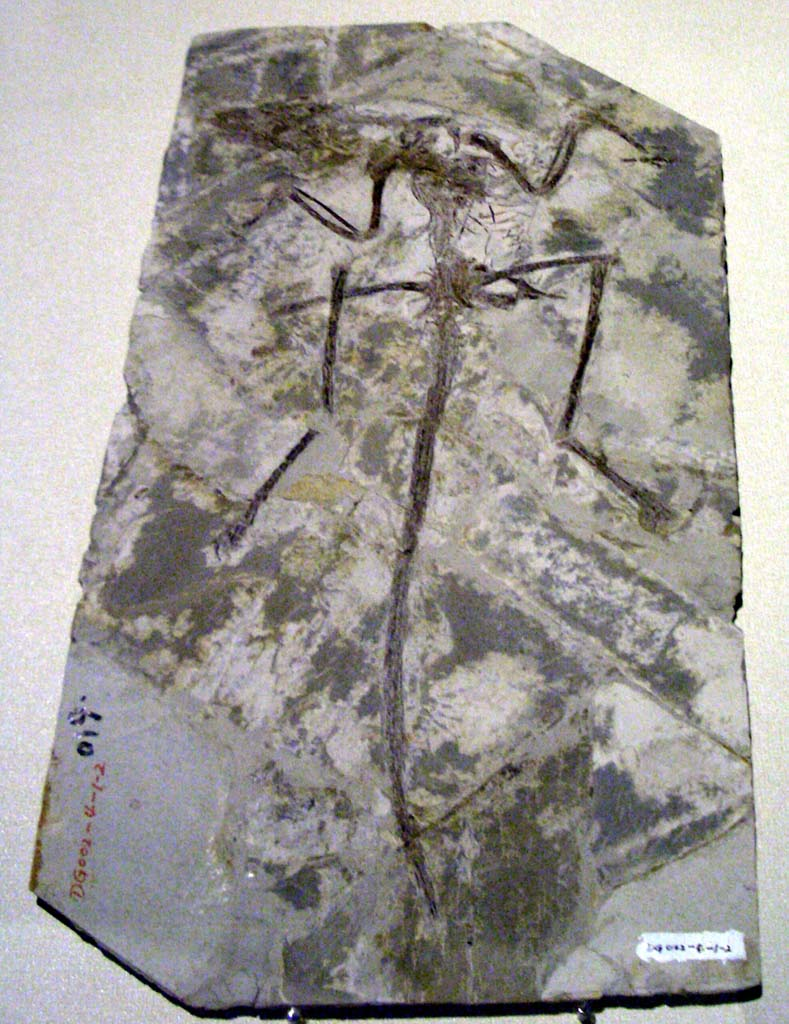
Microraptor zhaoianus

Skamieniałości Microraptor zhaoianus znaleziono w prowincji Liaoning w Chinach, w dolnokredowych osadach formacji Jiufotang. Holotyp M. zhaoianus to jeden z najmniejszych znanych okazów dorosłego dinozaura nienależącego do ptaków; miał zaledwie 48 cm długości, z czego 24 cm przypadały na długi, prosty ogon. Razem z holotypem tego gatunku zachowała się skamieniała zawartość jego przewodu pokarmowego – niewielkie kości, w tym kości stopy małego ssaka, budową przypominającej stopy ssaków z rodzajów Eomaia i Sinodelphys. Odkrycie do dowodzi, że w odróżnieniu od bazalnych ptaków, które były owadożerne lub roślinożerne, mikroraptor był drapieżnikiem polującym na niewielkie kręgowce. Na podstawie analizy 11 egzemplarzy skamieniałości stwierdzono, że Mikroraptory posiadały co najmniej po dwie pary skrzydeł. W 2022 roku udowodniono że zjadał ssaki.

## Microraptor gui
Skamieniałości Microraptor gui, pochodzące sprzed 124 milionów lat, również znaleziono w Chinach w formacji Jiufotang. Chińscy naukowcy opisali go w styczniu 2003 r. Zdaniem Xu Xinga z Instytutu Paleontologii Kręgowców i Paleoantropologii w Pekinie, współautora opisów obu gatunków mikroraptora, jest to najbardziej ptasi ze wszystkich znanych wówczas dinozaurów.
Holotyp Microraptor gui miał długość 77 cm. Ten niewielki dinozaur drapieżny został znaleziony wraz z odciskami piór dookoła całego swego ciała. Na wspaniale zachowanych szczątkach mikroraptora widać wyraźnie pióra nie tylko na górnych, ale i na dolnych kończynach. W obu przypadkach są to pióra asymetryczne, a więc przystosowane do aktywnego lotu. Quanguo Li ze współautorami stwierdzili na podstawie badań mikroskopowych melanosomów piór nowego okazu M. gui znalezionego w Chinach, że jego upierzenie miało czarny, opalizujący niebieskawo kolor.
O'Connor ze współautorami poinformowali o odkryciu szkieletu zinterpretowanego jako Microraptor gui ze szczątkami ptaka z grupy enancjornitów (Enantiornithes) w jamie brzusznej. Zdaniem autorów ptak został upolowany i zjedzony w całości przez mikroraptora, a nie był padliną, na co wskazuje niewielki stopień rozdrobnienia jego kości. Wskazują też na fakt, że enancjornity żyły na drzewach; z faktu, że badany przez nich okaz M. gui za życia upolował nadrzewnego ptaka, autorzy wnioskują, że także mikroraptor był nadrzewny. Z kolei z badań Dececchiego i Larssona (2011) nad budową szkieletu mikroraptora i innych maniraptorów wynika, że w szkielecie mikroraptora nie występowały przystosowania do życia na drzewach spotykane u nadrzewnych ptaków, gadów i ssaków; według autorów budowa szkieletu mikroraptora sugeruje, że był on zwierzęciem naziemnym. Xing i współpracownicy (2013) opisali zachowaną razem z jednym ze szkieletów M. gui skamieniałą zawartość jego przewodu pokarmowego, na którą składały się szczątki ryb doskonałokostnych.
Nie wszyscy autorzy uznają Microraptor zhaoianus i M. gui za odrębne gatunki. Według Sentera i współpracowników (2004) część wskazywanych przez autorów opisu M. gui charakterystycznych cech budowy jego szkieletu w rzeczywistości występuje też u M. zhaoianus, zaś inne mogą być jedynie przejawem zmienności wewnątrzgatunkowej i nie są na tyle znaczące, by uzasadniały utrzymanie dwóch gatunków mikroraptorów; autorzy ci uznają M. gui za młodszy synonim M. zhaoianus. Młodszym synonimem M. zhaoianus może być też inny gatunek wczesnokredowego dromeozaura z Chin, Cryptovolans pauli. Na skamielinie wykryto teoretycznie odciski błony lotnej. 

## Microraptor hanqingi
Największy z odkrytych dotąd gatunków, opisany w pracy.
Zbadany przez autorów szkielet został znaleziony w osadach formacji Jiufotang w północno-wschodnich Chinach. Należał do zwierzęcia o długości około 95 cm i wadze oszacowanej na około 2 kg. Jego cechy anatomiczne zostały zinterpretowane jako przystosowania do:
- lotu ślizgowego przy użyciu wszystkich czterech kończyn – budowa stawów biodrowych umożliwiająca rozkładanie tylnych kończyn szeroko na boki;
- wspinania się po pniach i gałęziach drzew – kształt dużych pazurów na wszystkich czterech kończynach oraz ich umiejscowienie na przednich kończynach poza zasięgiem pyska, co wyklucza ich wykorzystanie do przytrzymywania zdobyczy.

Autorzy wskazują na współczesną rodzinę ssaków lotokotowatych jako na żyjącą w podobnym środowisku i o podobnej budowie, a zatem zapewne zbliżoną także zachowaniami do M. hanqingi. Poważną różnicą między nimi jest to, że mikroraptory były drapieżne w odróżnieniu od lotokotów, które są owocożerne. Autorzy zauważają, że lasy grupy Jehol były zamieszkiwane przez wczesne, niezbyt sprawnie latające ptaki, które mógł upolować drapieżnik posługujący się lotem ślizgowym.
Xing i współpracownicy (2013) nie byli pewni, czy M. hanqingi rzeczywiście powinien być wyróżniany jako odrębny gatunek. Długość ciała opisanego przez autorów dużego osobnika zaliczanego przez nich do gatunku M. gui, znanego ze szkieletu QM V1002, jest mniejsza od szacowanej długości ciała holotypu M. hanqingi, ale oba okazy mają równej długości kości udowe; zdaniem autorów wskazuje to, że większe rozmiary M. hanqingi nie są wystarczającą przesłanką do uznania go za osobny gatunek. Autorzy opisu M. hanqingi wyróżnili ten gatunek także w oparciu o to, że miał on mniej kręgów ogonowych niż M. gui; jednak zdaniem Xinga i współpracowników nie można tego potwierdzić, gdyż u żadnego okazu M. gui ani M. hanqingi ogon nie zachował się w całości. Z drugiej strony autorzy przyznają, że różnice w budowie miednicy holotypu M. hanqingi i QM V1002 wskazują, że charakterystycznych dla M. hanqingi cech budowy miednicy nie można uznać za różnice w budowie kości wynikające wyłącznie z osiągnięcia przez okaz holotypowy M. hanqingi większych rozmiarów niż okazy z gatunków Microraptor zhaoianus i M. gui; autorzy zastrzegają jednak, że nie można wykluczyć, iż różnice te są przejawem zmienności wewnątrzgatunkowej lub wynikają z dymorfizmu płciowego.